# 七里庄站
七里庄站位于中华人民共和国北京市丰台区六里桥街道与丰台街道交界处丰台北路、万丰路、东大街交叉口，是北京地铁9号线、14号线的地铁换乘站，同时提供和北京地铁房山线的跨线列车服务。9号线七里庄站于2011年12月31日随9号线南段开通投入使用，14号线七里庄站因受施工期限制，并未随14号线西段在2013年5月5日同步开通（14号线列车暂时“甩站”不停靠通过），而是在次年的2014年2月15日才正式投入使用，是14号线西段七座车站中最迟开通的车站，而房山线跨线列车则于2023年1月18日起经9号线路轨驶入本站。

## 位置
七里庄站位于北京市丰台区丰台北路（东西向）和万丰路－东大街（南北向）的交汇路口处。9号线车站在路口以北，沿万丰路呈南北向布置，14号线车站在万丰桥北侧路口地下，沿丰台北路北侧辅路呈东西向布置。 两线车站呈T型交叉。

## 车站结构
七里庄站两线车站均为地下站。9号线车站为地下二层车站，为岛式站台设计，是首次采用“铺盖法”施工的北京地铁车站，降低对路面交通的影响，地下一层是站厅层，地下二层是站台层。14号线车站为地下三层车站，车站长度约276米，宽度13.8米，总面积1.6万平方米，受路口地下空间条件限制，分上下两层叠落侧式站台设计，站台层比一般车站狭窄，车站形式比较特殊，地下一层与地下三层分别为站台层，夹在两层站台之间的地下二层为站厅层。 七里庄站两线岛侧站台呈T形分布。9号线车站地下一、二层与14号线车站地下一、二层分别处于同一平面上。
七里庄站的9号线岛式站台夹在14号线的两层侧式叠式站台之间。 换乘形式比较特殊，14号线地下一层站台中部与9号线的站厅连通，14号线地下三层站台与9号线的站台通过双向换乘楼梯连通。如遇到9号线站台客流量大时，14号线将关闭地下三层站台到9号线站台的换乘通道，乘客只能从地下三层先到地下一层，再下到地下二层9号线站台。
9号线和14号线张郭庄方向站台设有厕所，分别位于国家图书馆方向车头和车尾。

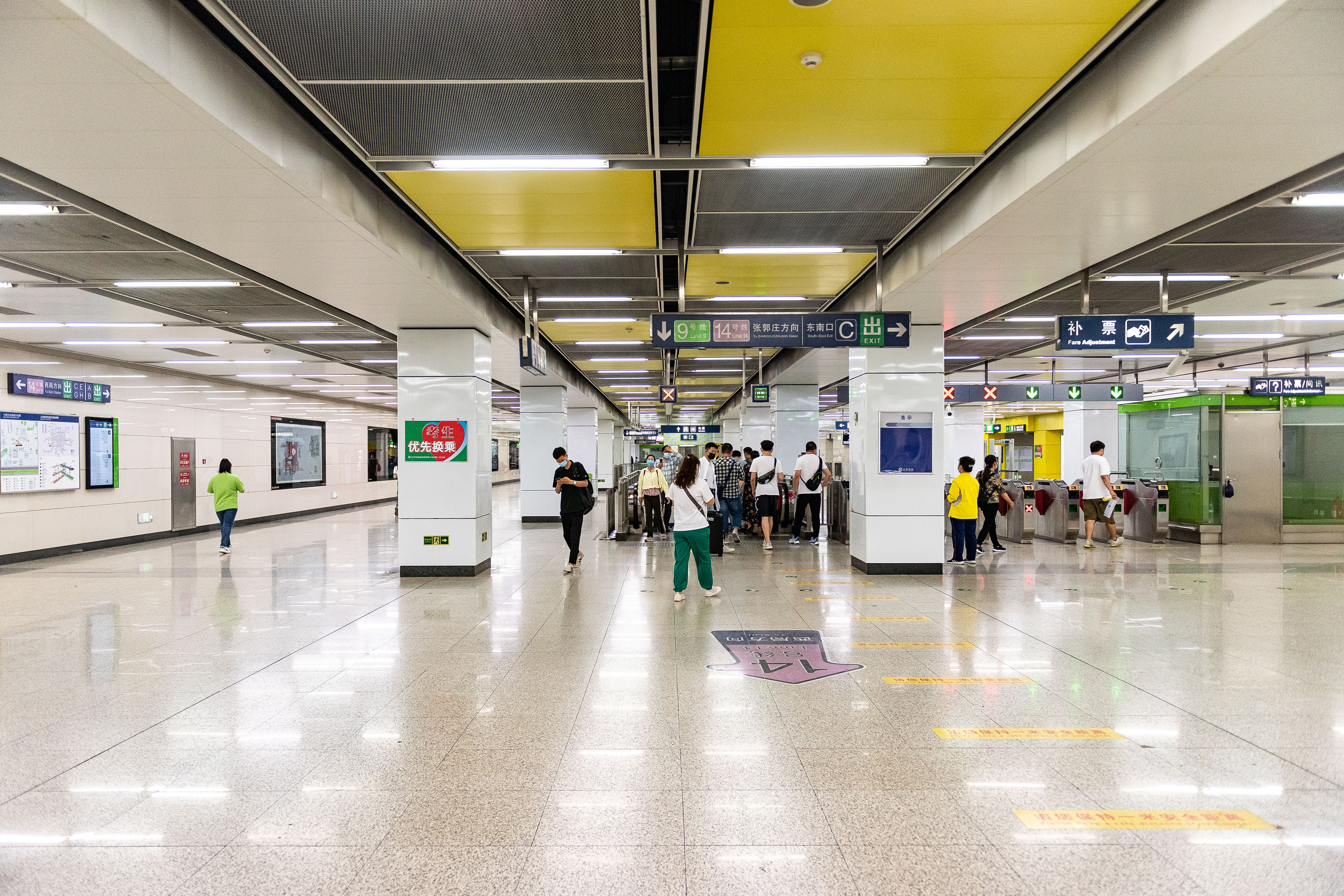
9号线站厅
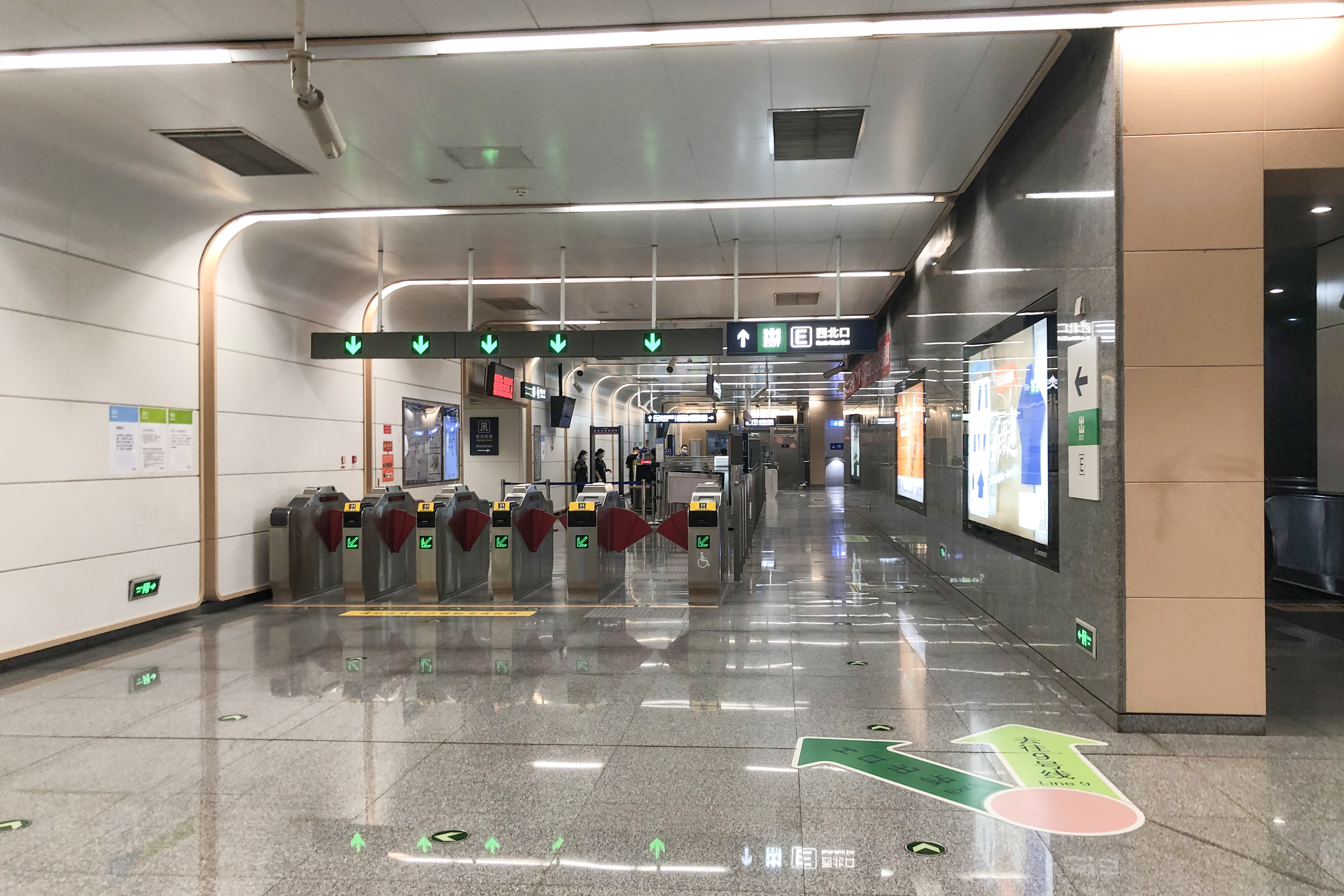
14号线地下二层站厅
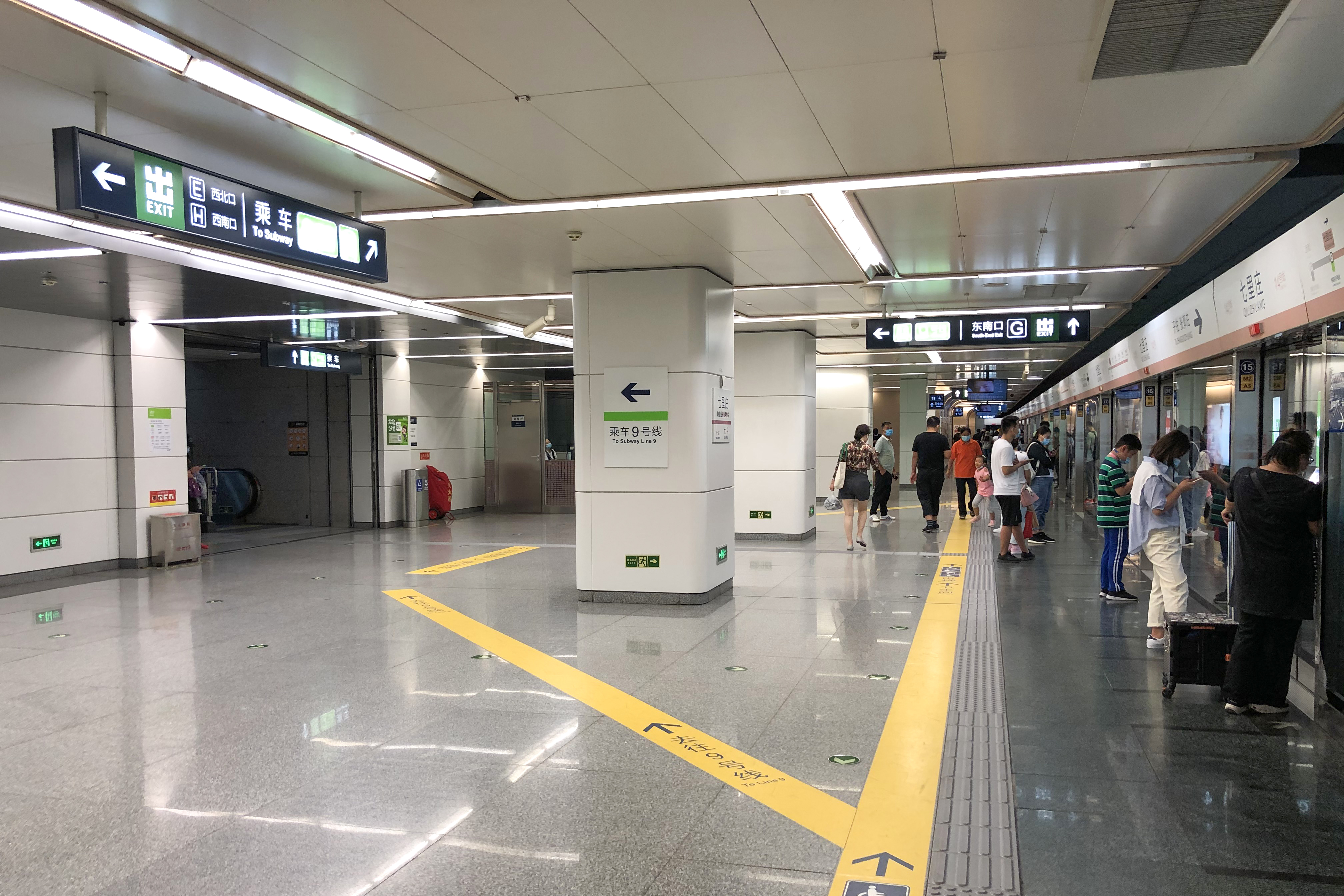
14号线地下三层站台（2020年9月摄）

### 楼层
|       | 9号线站厅         |                   |                          |                   |                   |                 |
| E出口 | 側式 · 開左邊车门 | 側式 · 開左邊车门 | 側式 · 開左邊车门        | 側式 · 開左邊车门 | 側式 · 開左邊车门 | 往14号线 东站厅 |
|       |                   |                   | █ 14号线往善各庄（西局） |                   |                   |                 |

|                            |  | █ 房山线跨线列车往国家图书馆（六里桥） |
|                            |  | █ 9号线往国家图书馆（六里桥）          |
| 島式 · 開左邊车门 · 卫生间 |  |                                        |
|                            |  | █ 9号线往郭公庄（丰台东大街）          |
|                            |  | █ 房山线跨线列车往阎村东（丰台东大街） |

| 側式 · 開右邊车门 · 卫生间 |  |                          |
|                            |  | █ 14号线往张郭庄（大井） |

## 出入口
七里庄站9号线车站建成后开通了四个出入口：9号线车站的站厅连接位于万丰桥以北的万丰路西侧的A1口、A2口以及万丰路东侧的B口、C口。14号线车站建成后新增了三个出入口：14号线车站东、西两个端头站厅连接位于万丰桥以南的丰台东大街东、西两侧G口、H口两个出入口；西北E口通往万丰桥以北的丰台北路辅路北侧。
|                                                                  |                  |                                  |        |                |
|                                                                  |                  |                                  |        |                |
| 编号                                                             | 指示             | 建议前往的目的地                 | 图片   | 无障碍设施图片 |
| 连通 9号线站厅                                                   |                  |                                  |        |                |
| 出口 · A · 升降机标志                                            | 万丰路（西侧）   | 丰台北路（北侧）、首航生活广场   |        |                |
| 出口 · B                                                         | 万丰路（东侧）   | 西局南街、西局欣园               |        | 不適用         |
| 出口 · C                                                         | 万丰路（东侧）   | 丰台北路（北侧）                 |        | 不適用         |
| · 这是一个单独出入口， · 没有与任何出入口相连， · 因此没有编号。 | 万丰路（东侧）   |                                  | 不適用 |                |
| 连通 14号线善各庄方向站台西端                                    |                  |                                  |        |                |
| 出口 · E                                                         | 丰台北路（北侧） | 国网北京丰台供电公司             |        | 不適用         |
| 连通 14号线东站厅                                                |                  |                                  |        |                |
| 出口 · G                                                         | 东大街（东侧）   |                                  |        | 不適用         |
| 连通 14号线西站厅                                                |                  |                                  |        |                |
| 出口 · H                                                         | 东大街（西侧）   | 丰台区人民法院、丰台区人民检察院 |        | 不適用         |
| 註： 設有                                                        |                  |                                  |        |                |